# Cephalophus spadix
Cephalophus spadix (Танзанійський дуїкер, Дуїкер Еботта, також відомий як Мінде в мові суахілі) — вид парнокопитних ссавців родини Бикові (Bovidae). Це великий дуїкер, що мешкає декількома популяціями в густих тропічних лісах Танзанії. Він може бути підвидом жовтоспинного дуїкера. Це дуже рідкісна антилопа: перша її фотографія з'явилась лише 2003 року.

## Опис
Танзанійський дуїкер має висоту 65 см в плечах і важить близько 55 кг. Має блискучу шкіру темно-коричневого кольору, світлішу на животі. Морда блідіша, сірого кольору з великою червоною плямою на лобі, роги тонкі і короткі(від 8 до 12 см). Приховане життя в густих лісах в поєднанні з переважно нічнім способом життя є дуже складним для дослідження. Він харчується листям лісової підстилки і рослинністю лісових галявин; також може харчуватись фруктами, квітками і мохом. Був помічений з жабкою в роті; дуїкери, як відомо, іноді ловлять невеликих тварин. На жаль, прихований спосіб життя не рятує його від хижаків. Вінценосний орел (Stephanoetus coronatus) і пітони (Python ) полюють на молодих антилоп, а дорослі дуїкери стають здобиччю пардусів (Panthera pardus), левів (Panthera leo) і плямистих гієн (Crocuta crocuta).

## Розселення
Танзанійський дуїкер є ендеміком Танзанії, живе окремими популяціями в горах східної гірської дуги Східноафриканського плоскогір'я, на горі Кіліманджаро та на Південному Нагір'ї в Танзанії. Ці дуїкери живуть у вологих лісах та болотах на висоті між 1700 і 2700 метрах над рівнем моря, але іноді можуть переміщатись набагато вище, на 4000 метри над рівнем моря. Дуїкери Еботта ведуть нічний спосіб життя, вдень відпочивають в заростях.

## Чисельність
За оцінками, в світі залишилось близько 1500 дуїкерів цього виду. Руйнування середовищ їхнього проживання і мисливська активність загрожують їхньому виживанню.